# Polypedilum tusimaijeum
Polypedilum tusimaijeum är en tvåvingeart som beskrevs av Sasa och Suzuki 1999. Polypedilum tusimaijeum ingår i släktet Polypedilum och familjen fjädermyggor. Inga underarter finns listade i Catalogue of Life.